# Walter Connolly
Pour les articles homonymes, voir Connolly.
Walter Connolly est un acteur américain né le 8 avril 1887 à Cincinnati, Ohio (États-Unis), mort le 28 mai 1940 à Beverly Hills (Los Angeles).

## Filmographie
- 1914 : The Marked Woman : Prince Ching
- 1915 : A Soldier's Oath : Raoul de Reyntiens
- 1930 : Many Happy Returns d'Arthur Hurley
- 1932 : Plainsclothes Man
- 1932 : Washington Merry-Go-Round (en) de James Cruze : sénateur Wylie
- 1932 : Man Against Woman : Mossie Ennis
- 1932 : No More Orchids : Bill Holt
- 1932 : La Grande Muraille (The Bitter Tea of General Yen) de Frank Capra : Jones
- 1933 : Paddy the Next Best Thing : Major Adair
- 1933 : Grande Dame d'un jour (Lady for a Day) de Frank Capra : Comte Romero
- 1933 : Ceux de la zone (Man's Castle) de Frank Borzage : Ira
- 1933 : Master of Men : Sam Parker
- 1933 : East of Fifth Avenue : Lawton
- 1934 : Eight Girls in a Boat : Storm
- 1934 : New York-Miami (It Happened One Night) de Frank Capra : Alexander Andrews
- 1934 : Once to Every Woman (en) de Lambert Hillyer : Dr. Selby
- 1934 : Train de luxe (Twentieth Century) de Howard Hawks : Oliver Webb
- 1934 : Whom the Gods Destroy (en) de Walter Lang : John Forrester / Eric Jann / Peter Korotoff
- 1934 : Entrée de service (Servants' Entrance) de Frank Lloyd et Walt Disney : Viktor Nilsson
- 1934 : Lady by Choice : juge Daly
- 1934 : Le capitaine déteste la mer (The Captain Hates the Sea) de Lewis Milestone : Capitaine Helquist
- 1934 : La Course de Broadway Bill (Broadway Bill) de Frank Capra : J.L. Higgins
- 1934 : Father Brown, Detective : Père Brown
- 1935 : Gosse de riche (She Couldn't Take It) de Tay Garnett : Mr. Van Dyke
- 1935 : Roses de sang (So Red the Rose) de King Vidor : Malcolm Bedford
- 1935 : One-Way Ticket : Capitaine Bourne
- 1935 : White Lies : John Mitchell
- 1936 : Soak the Rich (en) de Ben Hecht et Charles MacArthur : Humphrey Craig
- 1936 : La musique vient par ici (The Music Goes 'Round) de Victor Schertzinger : Hector Courtney
- 1936 : Sa Majesté est de sortie (The King Steps Out) de Josef von Sternberg : Maximilien, Duc de Bavière
- 1936 : Une fine mouche (Libeled Lady) de Jack Conway : James B. Allenbury
- 1937 : Visages d'Orient ou La Terre chinoise (The Good Earth), de Sidney Franklin : l'oncle de Wang Lung
- 1937 : Nancy Steele a disparu (Nancy Steele Is Missing!) : Michael Steele
- 1937 : Let's Get Married (en) d'Alfred E. Green : Joe Quinn
- 1937 : The League of Frightened Men (en) d'Alfred E. Green : Nero Wolfe
- 1937 : La Joyeuse Suicidée (Nothing Sacred) de William A. Wellman : Oliver Stone
- 1937 : First Lady de Stanley Logan : Carter Hibbard
- 1938 : Penitentiary (en) de John Brahm : Mathews
- 1938 : Start Cheering d'Albert S. Rogell : Sam Lewis
- 1938 : Quatre au paradis (Four's a Crowd) de Michael Curtiz : John P. Dillingwell
- 1938 : Un Envoyé très spécial (Too Hot to Handle) de Jack Conway: Arthur 'Gabby' MacArthur, chef de l'Union Newsreel
- 1938 : La P'tite d'en bas (The Girl Downstairs) de Norman Taurog : Mr. Brown
- 1939 : Les Aventures d'Huckleberry Finn (The Adventures of Huckleberry Finn) de Richard Thorpe : le King
- 1939 : Bridal Suite de Wilhelm Thiele : Dr Grauer
- 1939 : Nous irons à Paris (Good Girls Go to Paris) d'Alexander Hall : Olaf Brand
- 1939 : Garde-côtes (en) (Coast Guard) d'Edward Ludwig : Tobias Bliss
- 1939 : La Fille de la Cinquième Avenue (5th Avenue Girl), de Gregory La Cava : Mr. Borden
- 1939 : Those High Grey Walls (en) de Charles Vidor : Dr MacAuley
- 1939 : The Great Victor Herbert d'Andrew L. Stone : Victor Herbert